# Prostigmata
Prostigmata é uma subordem de ácaros pertencente à ordem dos Trombidiformes que engloba cerca de 20 000 espécies conhecidas.

## Taxonomia
- Super-Coorte Labidostommatides
  - Labidostommatoidea
- Super-Coorte Eupodides
  - Bdelloidea
  - Halacaroidea
  - Eupodoidea
  - Tydeoidea
  - Eriophyoidea
- Super-Coorte Anystides
  - Coorte Anystina
    - Caeculoidea
    - Anystoidea
    - Paratydeoidea

  - Coorte Parasitengonina
    - Sub-CoorteTrombidiae
      - Calyptostomatoidea
      - Erythraeoidea
      - Trombidioidea

    - Sub-Coorte Hydrachnidiae
      - Hydryphantoidea
      - Eylaoidea
      - Hydrovolzioidea
      - Hydrachnoidea
      - Lebertioidea
      - Hygrobatoidea
      - Arrenuroidea
- Super-Coorte Eleutherengonides
  - Coorte Raphignathina
    -       - Raphignathoidea
      - Tetranychoidea
      - Cheyletoidea
      - Pomerantzioidea
      - Pterygosomatoidea

  - Coorte Heterostigmatina
    -       - Tarsocheyloidea
      - Heterocheyloidea
      - Dolichocyboidea
      - Trochometridioidea
      - Scutacaroidea
      - Pygmephoroidea
      - Pyemotoidea
      - Tarsonemoidea